# La Palma (Cuba)
La Palma è un comune di Cuba, situato nella provincia di Pinar del Río.